# Alphonse Colas
Alphonse-Victor Colas (n. 25 septembrie 1818, Lille, Franța – d. 11 iulie 1887, Lille, Franța) a fost un pictor și profesor de artă francez. S-a specializat în portrete și artă religioasă.

## Viața și munca
A fost al cincilea dintre cei șapte copii născuți lui Jean-Joseph Colas (1779–1858), un funcționar fiscal, însărcinat cu colectarea „contribuțiilor directe ” la Verlinghem, și a soției sale, Adélaïde Thérèse născută Leprêts (1786–1838).
S-a înscris la École des beaux-arts de Lille în 1834. Patru ani mai târziu, a studiat cu François Souchon⁠(d).
În 1842, reprezentarea sa despre martiriul Sfântului Laurențiu i-a adus o bursă pentru a studia la Roma, la Atelier Wicar. În timpul șederii sale în Italia, din 1843 până în 1848, a călătorit în toată țara, studiind lucrările vechilor maeștri. În 1856, a devenit profesor de pictură la Lille. Printre studenții săi de seamă se numără Alfred Agache, Edgar-Henri Boutry, Léon Comerre, Albert Darcq⁠(d), Pharaon de Winter⁠(d) și Gaston Thys.
În 1850, s-a căsătorit cu Elodie Joséphine, născută Holle (1823–1895); fiica notarului șef. Au avut trei fii și două fiice.
A fost unul dintre cei mai de seamă pictori de biserică ai timpului său, îndeplinind numeroase comenzi în regiune. Printre multe alte locuri, a creat scene religioase la  Église Saint-André, Église Saint-Catherine, Église Saint-Michel (decoruri și un tablou cu 16 picturi despre faptele Sfântului Mihail) și Église Saint-Pierre-Saint-Paul de Lille. O colecție de scene din Vechiul Testament se numără printre lucrările sale expuse la Palais des Beaux-Arts.
O stradă din Lille poartă numele lui.